# Discografia dei Bathory

## Album
| Album in studio       |                                  |                        |         |                       |
| Ottobre 1984          | Bathory                          | Black Mark Productions | Bathory | Studio                |
| Maggio 1985           | The Return...                    | Black Mark Productions | Bathory | Studio                |
| Maggio 1987           | Under The Sign of the Black Mark | Black Mark Productions | Bathory | Studio                |
| Ottobre 1988          | Blood Fire Death                 | Black Mark Productions | Bathory | Studio                |
| Aprile 1990           | Hammerheart                      | Black Mark Productions | Bathory | Studio                |
| Giugno 1991           | Twilight of the Gods             | Black Mark Productions | Bathory | Studio                |
| Novembre 1994         | Requiem                          | Black Mark Productions | Bathory | Studio                |
| Maggio 1995           | Octagon                          | Black Mark Productions | Bathory | Studio                |
| Giugno 1996           | Blood on Ice                     | Black Mark Productions | Bathory | Studio                |
| Ottobre 2001          | Destroyer of Worlds              | Black Mark Productions | Bathory | Studio                |
| Novembre 2002         | Nordland I                       | Black Mark Productions | Bathory | Studio                |
| Marzo 2004            | Nordland II                      | Black Mark Productions | Bathory | Studio                |
| Raccolte              |                                  |                        |         |                       |
| 1992                  | Jubileum I                       | Black Mark Productions | Bathory | Compilation ufficiale |
| 1993                  | Jubileum II                      | Black Mark Productions | Bathory | Compilation ufficiale |
| 1998                  | Jubileum III                     | Black Mark Productions | Bathory | Compilation ufficiale |
| 2003                  | Katalog                          | Black Mark Productions | Bathory | Compilation ufficiale |
| Pubblicazioni postume |                                  |                        |         |                       |
| 2006                  | In Memory of Quorthon            | Black Mark Productions | Bathory | 3 CD box set          |

## Singoli
- 1991 - Twilight of the Gods
- 1996 - Blood on Ice

## Bootleg
- 1999 - The True Black Essence

## Videografia

### Video musicali
- 1990 - One Rode to Asa Bay